# 前川報恩会
公益財団法人前川報恩会（まえかわほうおんかい、英語: MAYEKAWA HOUONKAI FOUNDATION）は、精神医学及び身体障害者の医学研究の助成等を通じて、社会福祉の増進に貢献する人たちを支援するために活動している。厚生労働省社会援護局障害保健福祉部障害福祉課及び文部科学省研究振興局学術研究助成課の共管の財団法人として、1967年12月22日に設立された。

## 遍歴
前川報恩会は、株式会社前川製作所の創設者である前川喜作が私財2億円を基金として財団法人を設立、基本金約37億円を原資として社会福祉事業への助成を実施している。

## 助成事業
学術研究助成
助成対象：(1)広く自然科学に関する研究のうち、特に環境・エネルギー・食料問題など、とりわけ福祉の増進につながると認められる研究　(2)環境・社会・組織・人それぞれの相互不調和に起因するとみられる社会的病理の解明に寄与することを目的とする研究。
福祉助成
助成対象：心身に障がいのある人を援護する福祉施設。